# Viola de buriti

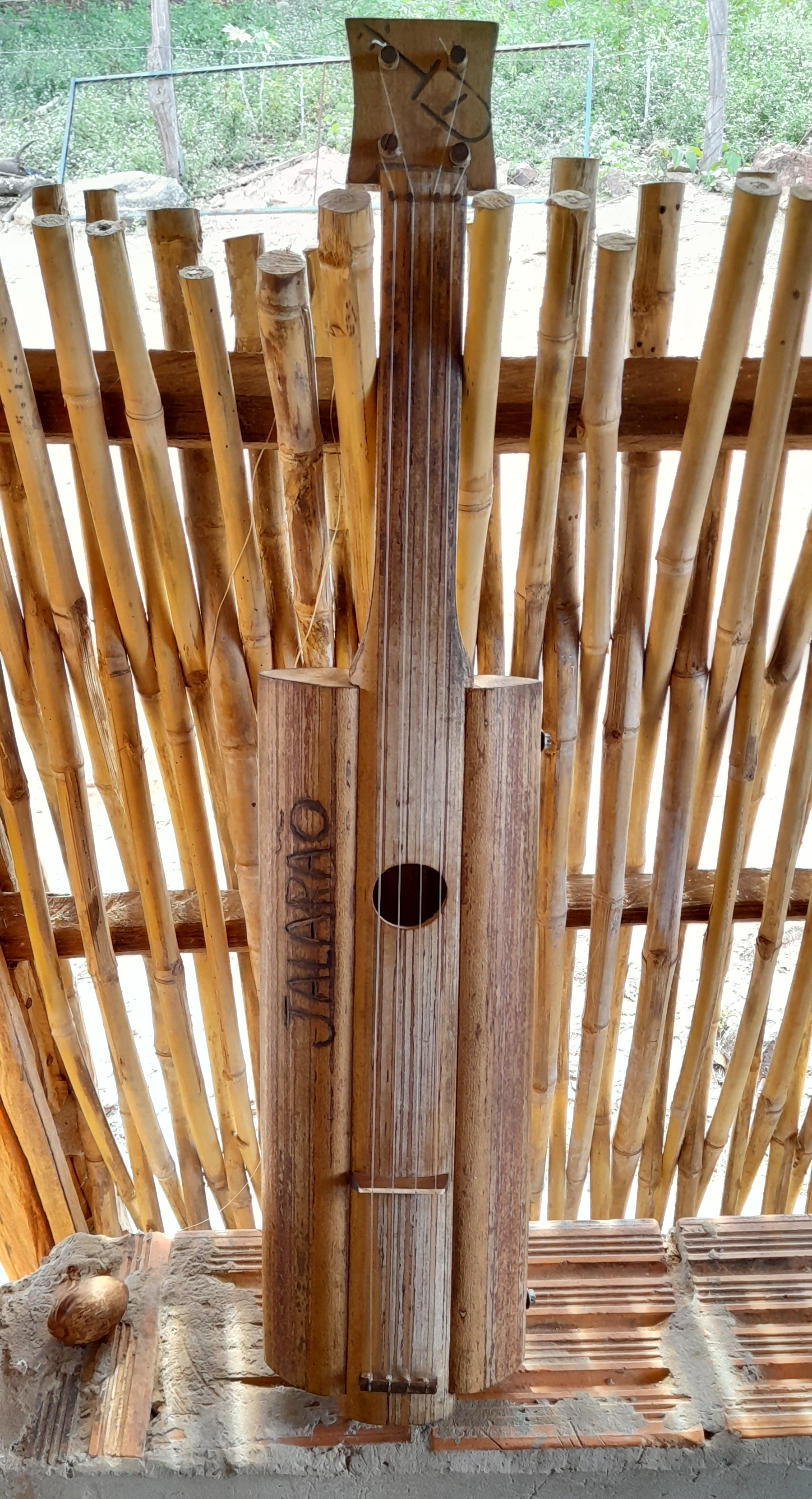
Uma viola de buriti em Mumbuca.

A viola de buriti é um instrumento cordofone e uma das variantes regionais da viola brasileira. Foi criado na década de 1940, na comunidade Mumbuca, situada no Jalapão, região do estado de Tocantins.

## Especificações

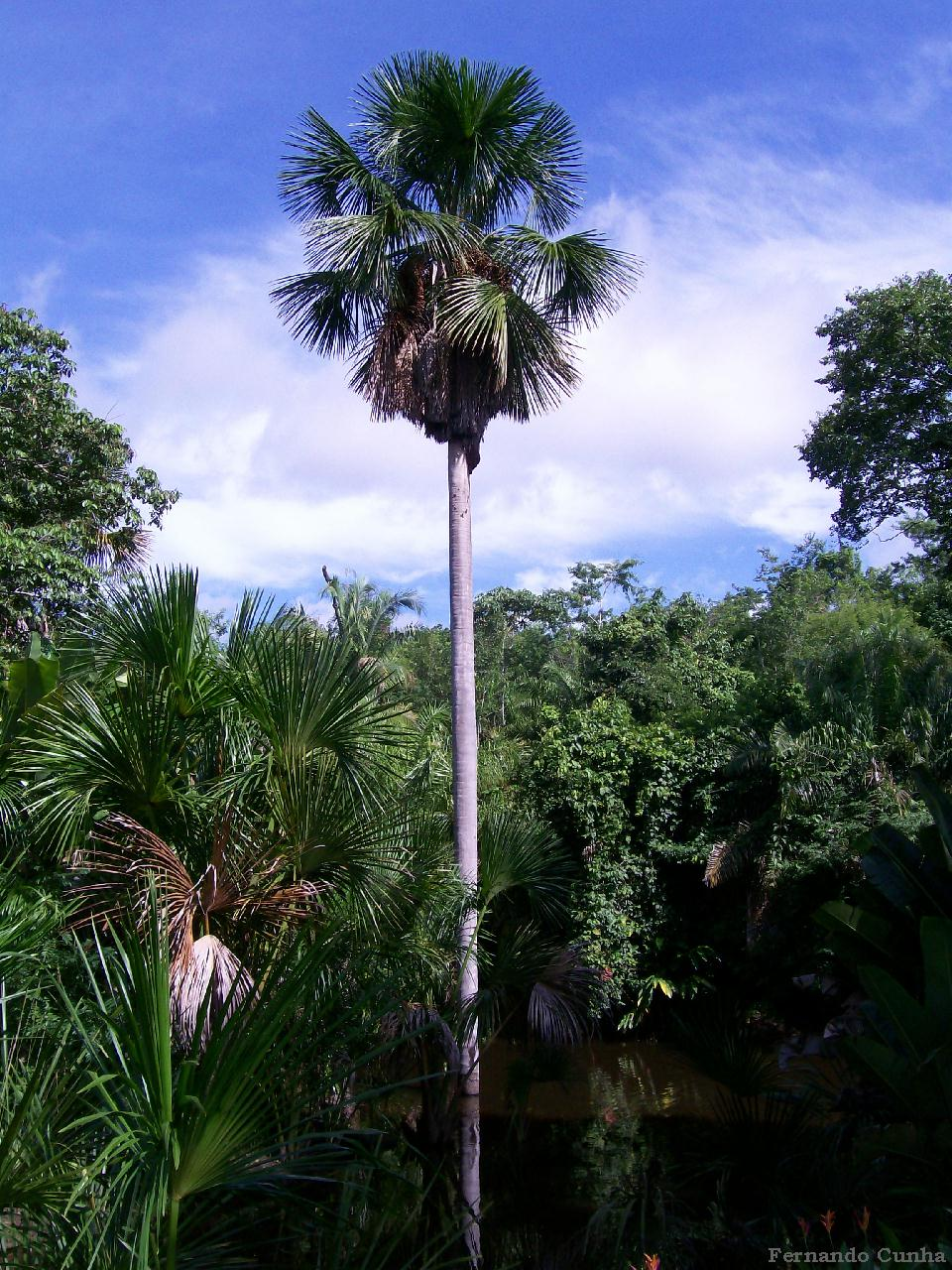
A madeira da palmeira de buriti deu nome ao instrumento.

Produto artesanal feito com a madeira da árvore buriti, também conhecido como violinha de vereda. Tem quatro cordas de nylon e sua forma não tem tampo nem fundo ou bojo. O corpo consiste de uma base retangular de onde o braço sai direto. O braço é preso à base com grampos de taboca, tem uma pequena boca e não possui trastes. As cravelhas e o cavalete são feitos de vinhático, pois essa madeira garante melhor sonoridade do que o buriti.

## Instrumentistas

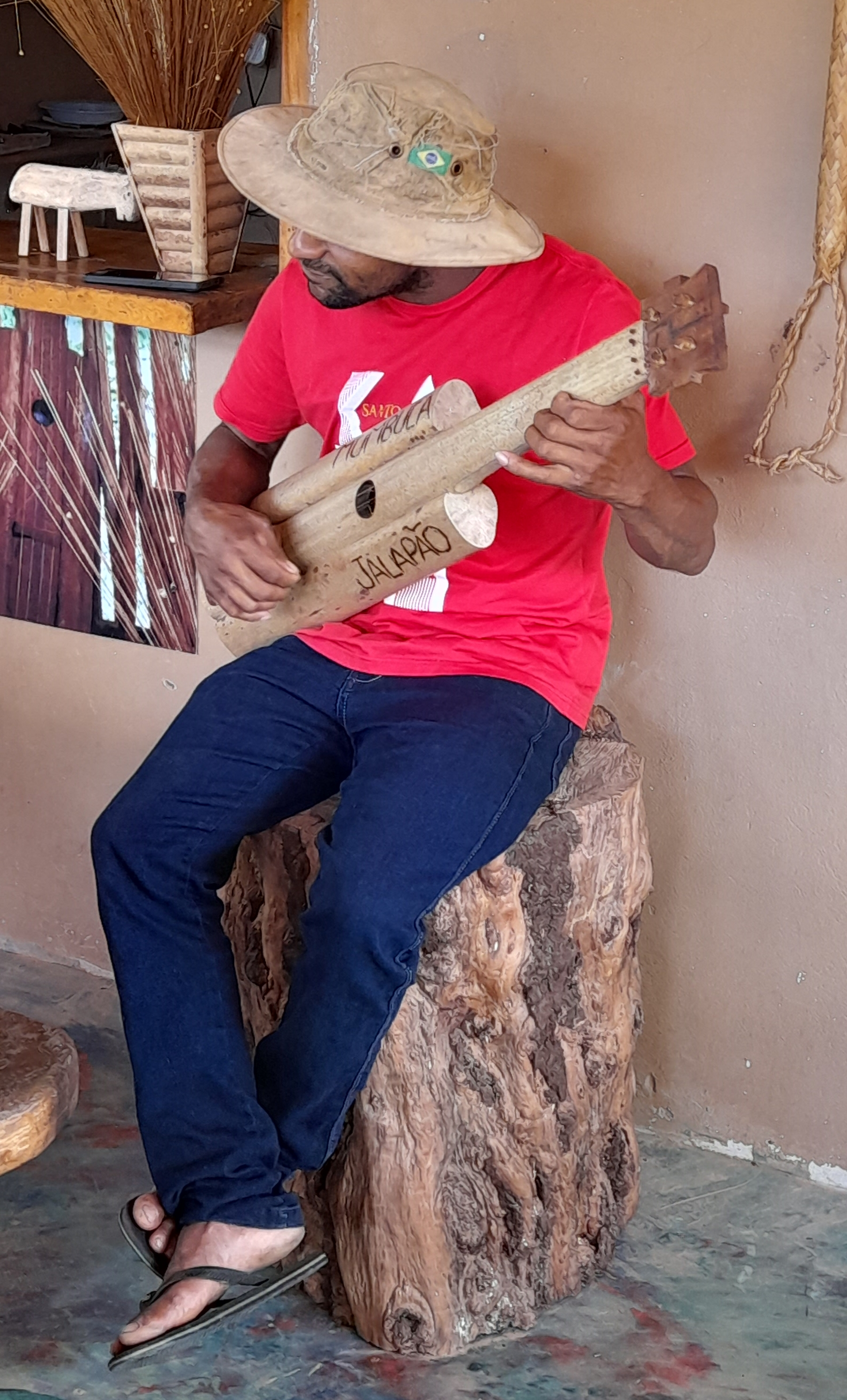
Um homem tocando uma viola de buriti em Mumbuca

Canhotinho, violeiro da região do Jalapão, convidado para o IX Encontro das culturas tradicionais da Chapada dos Veadeiros em julho 2010, fez uma apresentação tocando a viola de buriti.